# Laryssa Mychaltschenko
Laryssa Mychaltschenko (ukrainisch Лариса Михальченко, engl. Transkription Larysa Mykhalchenko, russisch Лариса Михальченко – Larissa Michaltschenko – Larisa Mikhalchenko; * 16. Mai 1963 in Lwiw) ist eine ehemalige ukrainische Diskuswerferin.
Für die Sowjetunion startend, wurde sie 1987 bei den Weltmeisterschaften in Rom Siebte und 1988 bei den Olympischen Spielen in Seoul Zehnte. Bei den Weltmeisterschaften 1991 in Tokio gewann sie Bronze.
1993 wurde sie, für die Ukraine startend, Zehnte bei den Weltmeisterschaften in Stuttgart.
Ihre Bestweite von 70,80 m erzielte sie am 18. Juni 1988 in Charkiw.
1986 siegte sie bei der Spartakiade der Sowjetvölker, 1991 wurde sie sowjetische Meisterin.
Laryssa Mychaltschenko ist 1,81 m groß und wog in ihrer aktiven Zeit 93 kg.